# Gesundheitsförderung
Der Begriff Gesundheitsförderung (englisch health promotion) ist die Bezeichnung für Maßnahmen und Strategien, mit denen die Stärkung der Gesundheitsressourcen und -potenziale der Menschen erreicht werden sollen.
Er wurde 1986 mit der Ottawa-Charta in die gesundheitspolitische und -wissenschaftliche Diskussion eingeführt.
Gesundheitsförderung bezieht sich auch auf den Prozess der Befähigung von Menschen, ihre Kontrolle über Bedingungen von Gesundheit zu erhöhen. Dabei werden das Gesundheitsverhalten und die Gesundheitsverhältnisse, also die sozialen, ökonomischen und Umweltbedingungen, mit einbezogen. Gesundheit wird in ganzheitlicher Sichtweise als körperliches, psychisches und soziales Wohlbefinden definiert.
Gesundheitsförderung ist laut der Bangkok-Charta der WHO aus dem Jahre 2005 der Weg zu einer höheren Lebensqualität.

## Abgrenzung von Gesundheitsförderung und Prävention
Während Prävention auf die Vorbeugung von Krankheit zielt und sich dabei z. B. für Impfungen, gesunde Ernährung und ausreichende Bewegung ausspricht, ist der Ansatz der Gesundheitsförderung auf die Stärkung der Gesundheit gerichtet. Die zentrale Frage lautet: Was hält den Menschen gesund? Diese Verschiebung der Perspektive von Krankheit und ihrer Entstehung auf die Determinanten von Gesundheit wird als Salutogenese bezeichnet. Analytisch lassen sich Gesundheitsförderung und Prävention folgendermaßen unterscheiden: Sowohl Krankheitsprävention als auch Gesundheitsförderung wollen einen Gesundheitsgewinn erzielen, aber auf je unterschiedliche Weise. Bei der Krankheitsprävention soll der Gesundheitsgewinn durch das Zurückdrängen von Krankheitslast erzielt werden, bei der Gesundheitsförderung durch die Stärkung von Gesundheitsressourcen. Dementsprechend richtet die Prävention ihren Akzent vor allem auf Risikofaktoren für Krankheit, die Gesundheitsförderung vor allem auf gesund erhaltende Schutzfaktoren. Die beiden Interventionsformen können deshalb als einander ergänzend verstanden werden, wobei je nach Ausgangslage einmal die eine und einmal die andere Interventionsform die angemessene und erfolgversprechende sein kann. Eine allzu scharfe Abgrenzung zwischen Prävention und Gesundheitsförderung ist wissenschaftlich nicht unumstritten.

## Handlungsstrategien und Handlungsfelder – Ottawa-Charta zur Gesundheitsförderung
Das Konzept der Gesundheitsförderung wurde bei der WHO im Vorfeld der Internationalen Konferenz in Ottawa entwickelt und mit der Ottawa-Charta öffentlich bekannt gemacht. In den WHO-Nachfolgekonferenzen in Adelaide (1988), Sundsvall (1991), Jakarta (1997), Mexiko-Stadt (2000), Bangkok (2005), Nairobi (2009) und Helsinki (2013) wurden einzelne Handlungsbereiche und Politikfelder spezifiziert. Die in der Ottawa-Charta formulierten Grundgedanken gelten heute als akzeptierter Orientierungsrahmen für Politik und Praxis der Gesundheitsförderung. Das Konzept enthält die wichtigsten Aktionsstrategien und Handlungsfelder der Gesundheitsförderung. Dabei wird zwischen drei grundlegenden Handlungsstrategien und fünf zentralen Handlungsfeldern unterschieden.

### Handlungsstrategien
Als Handlungsstrategien der Gesundheitsförderung werden von der WHO benannt:
- Anwaltschaftliches Eintreten für Gesundheit: Die in der Gesundheitsförderung Tätigen treten aktiv für Gesundheit ein; im Sinne der Beeinflussung politischer, ökonomischer, sozialer, kultureller, biologischer sowie Umwelt- und Verhaltensfaktoren.

- Befähigen und Ermöglichen: Diese Handlungsstrategie zielt darauf ab, partnerschaftlich mit Individuen oder Gruppen zu handeln, um diese in die Lage zu versetzen, Kontrolle über ihre Gesundheitsbelange auszuüben sowie ihre Ressourcen zu fördern und zu nutzen (Gesundheitskompetenz, Empowerment). Den Menschen soll der Zugang zu allen relevanten Informationen und Ansprechpartnern möglich gemacht werden. Dadurch sollen Unterschiede im Gesundheitszustand, beispielsweise bedingt durch soziale Ungleichheit, verringert werden.

- Vermitteln und Vernetzen: Unter Vermittlung und Vernetzung versteht man die aktive und permanente Kooperation mit allen Akteuren innerhalb und außerhalb des Gesundheitswesens. Alle Bereiche, die einen Einfluss auf die Gesundheit ausüben (neben Akteuren des Gesundheitssystems also auch beispielsweise die politische Ebene, Arbeitgeber, Verbände und Vereine etc.) sollen vernetzt zusammenarbeiten und somit eine Kontinuität im gesundheitsförderlichen Verhalten des Einzelnen sowie in der Entwicklung gesundheitsförderlicher Lebenswelten gewährleisten können.

### Handlungsfelder
Die fünf vorrangigen Handlungsfelder und -ebenen (sog. Mehrebenenmodell der Gesundheitsförderung) sind laut WHO:
- Gesundheitsfördernde Gesamtpolitik entwickeln: Das primäre Ziel einer gesundheitsfördernden Gesamtpolitik ist es, dass Gesundheit in allen Politikbereichen und allen Ebenen auf der politischen Tagesordnung steht. Politiker müssen sich der gesundheitlichen Konsequenzen ihrer Entscheidungen und ihrer Verantwortung für Gesundheit bewusst sein. Die politische Ebene in Bund, Ländern und Kommunen beeinflusst in erheblichem Maß die Verhältnisse der Bevölkerung im Umfeld von Arbeit, Ausbildung, Wohnen, Freizeit, Versorgung. Alle Politikbereiche haben somit Einfluss auf die Gesundheit der Bürger und können durch eine gesundheitsförderliche Gesamtpolitik zur Förderung von Wohlbefinden und Lebensqualität beitragen. Eine gesundheitsfördernde Gesamtpolitik wendet dabei sich gegenseitig ergänzende Ansätze an, wie beispielsweise Gesetzesinitiativen, steuerliche Maßnahmen, organisatorisch-strukturelle Veränderungen.[9]

- Gesundheitsfördernde Lebenswelten schaffen: Durch Gesundheitsförderung sollen Lebenswelten geschaffen werden, die Menschen Schutz vor Gesundheitsgefahren bieten und sie in die Lage versetzen, ihre Fähigkeiten auszuweiten und Selbstvertrauen in Bezug auf gesundheitliche Belange zu entwickeln. Gesundheitsfördernde Lebenswelten umfassen Orte, an denen Menschen leben, arbeiten, spielen und ihre Freizeit verbringen (beispielsweise Stadt, Gemeinde, Wohnung, Arbeitsplatz, Schule, Kindergärten). Lebenswelten schließen den Zugang von Menschen zu Ressourcen und Dienstleistungen für Gesundheit sowie die Wechselbeziehungen zu ihrer Umwelt ein.

- Gesundheitsbezogene Gemeinschaftsaktionen unterstützen: Ein wesentliches Bestreben der Gesundheitsförderung ist die Unterstützung von Nachbarschaften, Gemeinschaftsaktivitäten von Bürgern, Selbsthilfeaktivitäten und Gemeinden im Sinne einer erhöhten Selbstbestimmung, Autonomie und Kontrolle über die eigenen Gesundheitsbelange.

- Persönliche Kompetenzen entwickeln: Durch Gesundheitsförderung werden persönliche Kompetenzen und Fähigkeiten entwickelt, die es dem Einzelnen ermöglicht, sein Leben zu gestalten, Herausforderungen zu meistern und Veränderungen der Umwelt zu integrieren. Dies umfasst zum Beispiel Kommunikations- und Entscheidungsfähigkeit, Problemlösekompetenz oder der Umgang mit Stress. Darauf aufbauend können gesundheitsförderliche Verhaltensweisen (wie gesunde Ernährung, Bewegung, soziale Kompetenzen, gesunde Denkmuster) erlernt werden. Entscheidend dabei ist die Partizipation und Selbstbestimmung der Adressaten, um adäquate Verhaltensänderung zu erreichen und in den Alltag zu integrieren. Menschen sollen zu einem lebenslangen Lernen befähigt werden. Es wird dazu aufgerufen, in den verschiedenen Phasen des Lebens sowie eventuellen chronischen Erkrankungen und Behinderungen umgehen zu können. Dazu zählen die gesundheitliche Aufklärung, die Gesundheitserziehung, -bildung, -beratung sowie die Patientenedukation.[9]

- Gesundheitsdienste neu orientieren: Die Gesundheitsdienste sollen ein Versorgungssystem aufbauen, das sich auf die stärkere Förderung von Gesundheit konzentriert und nicht wie bisher auf medizinisch-kurative Betreuung. Vor allem soll es sich an den Bedürfnissen der Menschen orientieren. Durch die Neuorientierung soll auch die Möglichkeit der Koordination zwischen dem Gesundheitssektor und den anderen gesundheitsrelevanten sozialen, politischen und ökonomischen Kräften verbessert werden.

## Ansätze und Modelle der Gesundheitsförderung
Neben den Handlungsstrategien und -feldern lassen sich mehrere Ansätze und Modelle der Gesundheitsförderung unterscheiden.

### Ansätze der Gesundheitsförderung
- Der Medizinische oder präventive Ansatz zielt auf Maßnahmen zur Verminderung der Krankheitslast. Es werden drei Ebenen (primäre, sekundäre und tertiäre) der Prävention unterschieden. Gesundheitsförderung ist in erster Linie auf der primären Ebene angesiedelt und dient der Verbesserung medizinischer Interventionen.

- Der Ansatz der Verhaltensänderung zielt auf Individuen und ihr gesundheitsrelevantes Verhalten. Verhaltensänderungen sollen bspw. durch Kampagnen oder Nudging erreicht werden.

- Mit dem Ansatz der Gesundheitsaufklärung wird versucht, den Menschen das Wissen und die Fähigkeiten und Fertigkeiten zu vermitteln, die sie benötigen, um selbstbestimmt Entscheidungen über ihr Gesundheitsverhalten treffen zu können. Dies kann durch Informationsbroschüren, Ausstellungen, Beratungsgespräche, Gruppendiskussionen oder Fortbildungsprogramme erfolgen.

- Mittels Empowerment sollen Menschen ein höheres Maß an Selbstbestimmung über ihre Gesundheit erhalten. Empowerment hilft dabei, gesundheitsrelevante Aspekte in der Lebensführung zu erkennen und zu verstehen. Hier liefert die Lebensqualitätsforschung wertvolle Hinweise, um die Handlungsbarrieren, welche einem gesundheitsfördernden Lebensstil entgegenstehen, zu durchbrechen.[10]

- Der Ansatz der sozialen und politischen Veränderung zielt auf allgemeine Lebensverhältnisse und spezifisch auf sozioökonomische Verhältnisse als Determinanten von Gesundheit und deren Gestaltbarkeit in allen Politikfeldern, insbesondere durch Sozial- und Gesundheitspolitik. Dieser Ansatz wird auch als Health in All Policies oder Public Health in All Policies bezeichnet.[11]

### Modelle der Gesundheitsförderung
Das Modell nach Caplan & Holland (1990) besteht aus vier Paradigmen oder Sichtweisen der Gesundheitsförderung, welche sich aus der Art des Wissens (objektiv oder subjektiv) und aus der Art der Gesellschaft (grundlegende Veränderung oder soziale Regulierung) ergeben. Die traditionelle Sichtweise spiegelt die Ansätze der Medizin und Verhaltensänderung mit Vermittlung von Wissen wider. Die humanistische Sichtweise greift auf den Ansatz der Gesundheitsaufklärung und -erziehung zurück. Die fundamental-humanistisch Sichtweise ist mit dem Begriff „Empowerment“ zu verstehen. Die vierte fundamental-gesellschaftsbezogen Sichtweise beschäftigt sich mit dem Zusammenhang der soziale Ungleichheit und der Gesundheit.
Beattie entwickelte 1991 ein Modell, welches aus vier Strategien der Gesundheitsförderung (Information und Aufklärung, gesetzgebende Aktivitäten, persönliche Beratung, Gemeinwesenarbeit) besteht, die sich zum einen aus der Art der Intervention (autoritativ oder basierend auf der Aushandlung) ergeben und zum anderen auf den Ausgangspunkt des Denkens (objektiv oder subjektiv) beziehen.
Das Modell von Tones (1994) beinhaltet das grundlegende Ziel, Empowerment wiederzufinden. Die Gesundheitsförderung ist der Prozess der gesundheitsfördernden Gesamtpolitik multipliziert mit der Gesundheitsaufklärung und -erziehung.
Das praxisnahe Modell von Tannahill (1996, gegliedert in drei vernetzte Interventionsbereiche Gesundheitsaufklärung und -erziehung, Prävention, Gesundheitsschutz), findet breite Anerkennung innerhalb der im Gesundheitswesen tätigen Personen. Es hält das gesamte Spektrum der Gesundheitsförderung vor Augen.

## Aufgabenfelder
Gesundheitsförderung findet auf der primären, sekundären und tertiären Ebene statt.
Der Setting-Ansatz zielt auf die Veränderung des Alltags durch niederschwellige systemische Interventionen in konkreten Lebenswelten wie Schule, Betrieb oder Stadtteil, die alle Beteiligten einbeziehen. Grundlegende Philosophie der Setting-Intervention ist, dass die Zielgruppen als aktiv handelnde Kompetenzen (Life Skills) zur Wahrnehmung ihrer eigenen gesundheitsbezogenen Interessen erwerben (Empowerment) und nicht Empfänger von gesundheitsförderlichen Botschaften und Angeboten sind. Elemente des Settings-Ansatzes sind die Entwicklung von Life Skills. Partizipation ist die Teilhabe beziehungsweise der Grad der Mitwirkungsmöglichkeit von Einzelnen oder Gruppen an Entscheidungsprozessen und Handlungsabläufen in übergeordneten Organisationen (z. B. Gewerkschaften, Parteien) und Strukturen (Gesellschaft, Staat).
Als Settings werden aber auch die einzelnen „Organisationen, die eine durch ihre Struktur und Aufgabe anerkannte soziale Einheit darstellen“ bezeichnet. Es handelt sich also um relativ dauerhafte Sozialzusammenhänge, von denen wichtige Impulse für Gesundheit (Gesundheitsbelastungen, Gesundheitsressourcen) ausgehen.

### Gesundheitsförderung am Arbeitsplatz und in Betrieben
Die Beschäftigten in einem Betrieb sind für die Gesundheitsförderung eine in sich geschlossene Adressatengruppe. Es erhöht die Chance der Beteiligung an Gesundheitsprogrammen, da es in den Betrieben bereits etablierte Kommunikationskanäle gibt. Ein Grund zur Förderung von Gesundheit am Arbeitsplatz ist der Arbeits- und Gesundheitsschutz, also der Schutz der Beschäftigten vor Schädigungen ihrer Gesundheit, die durch bestimmte berufliche Tätigkeiten hervorgerufen oder verstärkt werden können. Ziel des Arbeitsschutzes ist die Vermeidung oder Minderung der vom Arbeitsumfeld ausgehenden gesundheitsschädlichen Fehlbelastungen. Die Gesundheitsförderung am Arbeitsplatz beschäftigt sich unter anderem mit den Bereichen Erste Hilfe und medizinische Behandlung, Einstellungsuntersuchungen, Unfallschutz, Überwachung von Gesundheits- und Infektionsgefahren, Aufklärung und Beratung zu gesünderen Lebensweisen, Verfahren und Regelungen zur Schaffung gesünderer Arbeitsbedingungen sowie Bereitstellung von Diensten. Neben der Ernährung und dem Stressmanagement stellt die Bewegungsförderung eine der drei zentralen Säulen zur Verbesserung der Gesundheit von Mitarbeiterinnen und Mitarbeitern dar Bewegungsbezogene Interventionen gehören dabei zu den am häufigsten in Unternehmen vorgehaltenen Maßnahmen.

### Gesundheitsförderung in Schulen und Kindertagesstätten
Schulen und Kindertagesstätten werden als wichtige Zielgruppe der Gesundheitsförderung gesehen, da durch sie ein großer Teil der Bevölkerung über viele Jahre hinweg erreichbar ist. Die besondere Bedeutung von Schule und Kindertagesstätte basiert auch auf der Erkenntnis, dass das Wissen, die Einstellungen und Verhaltensweisen im Umgang mit Gesundheit und Krankheit bereits im frühen Kindesalter erworben werden. Hierbei wird Wert darauf gelegt, dass die Kinder und Jugendlichen ihr Verständnis für Gesundheit verbessern und bewusstere Entscheidungen über ihr Gesundheitsverhalten treffen.

### Gesundheitsförderung im sozialen Wohnumfeld
Als entscheidender Faktor bei der Gesundheitsförderung gilt, dass die Menschen ihr soziales Wohnumfeld selbst definieren und das Gefühl haben, dass sie etwas für ihre gemeinsame Zukunft, die Dienstleistungsangebote und das Erscheinungsbild ihrer Wohngegend tun. Durch eine direkte Auseinandersetzung mit dem Sozialgefüge und der Lebensqualität können die Bewohner mehr Kontrolle über ihre Lebensbedingungen erhalten, ihre Nachbarn kennenlernen, ggf. aus der Isolation treten und mitbestimmen. Die Methoden der Gesundheitsförderung im Wohnumfeld stammen zum großen Teil aus der Gemeinwesenarbeit. Anwendung findet die Theorie zum Beispiel im Quartiersmanagement, einem Instrument des Programms „Soziale Stadt“ des Bundes. Ein zweiter Ansatz, die „Gesunde Stadt“ im Sinne der WHO, ist einem ganzheitlichen Ansatz (Körper, Geist und Seele) verpflichtet und sollte sich auf allen Ebenen (Kindergärten, Schulen, Betriebe, Krankenhäuser und in der allgemeinen Gesundheitsförderung) bemühen, aktiv zu sein. Die besondere Stärke von Gesundheitsförderung im Wohnumfeld ist die Erreichbarkeit auch sozial benachteiligter Menschen und damit die Möglichkeit einen effizienten Beitrag zur Förderung gesundheitlicher Chancengleichheit zu leisten.

### Gesundheitsförderung in der primären Gesundheitsversorgung
Die primäre Gesundheitsversorgung ist die erste Stufe der lokalen Gesundheitsversorgung. Das „Gesundheit für alle“-Programm der WHO forderte eine Umorientierung der Gesundheitsdienste. Der Schwerpunkt des Gesundheitssystems sollte auf die primäre Versorgung gelegt werden, da die gesundheitsfördernden Grundsätze der Partizipation, Zusammenarbeit und Chancengleichheit integriert werden können.
Auch das Krankenhaus bietet vielfältige Möglichkeiten zur Gesundheitsförderung. Dies geschieht zu einem Zeitpunkt, in dem Menschen ein erhöhtes Bewusstsein für Gesundheit und Krankheit haben.
Sie sind daher eher motiviert, entscheidende Veränderungen in ihrer Lebensweise vorzunehmen. Gesundheitsförderung in Krankenhäusern umfasst sowohl Maßnahmen für eine ganzheitlichere Versorgung der Patienten als auch Strategien zur Verbesserung der Arbeitsbedingungen des gesamten Krankenhauspersonals.

## Gesetzliche Grundlagen

### Deutschland
Für die Gesundheitsförderung gelten in Deutschland verschiedene Rechtsgrundlagen, zu denen grundsätzlichen gehören:
- SGB V, Gesetzliche Krankenversicherung, insbesondere § 20 Prävention und Selbsthilfe; § 20a Gesundheitsförderung und Prävention in Lebenswelten; § 20b Prävention arbeitsbedingter Gesundheitsgefahren; § 20c Förderung der Selbsthilfe
- SGB VII, Gesetzliche Unfallversicherung, insbesondere § 14 Präventionsaufgabe der Unfallkasse
- SGB IX, Rehabilitation und Teilhabe behinderter Menschen, insbesondere § 167 Abs. 2 Betriebliches Eingliederungsmanagement
- Arbeitsschutzgesetz (ArbSchG): Organisation des Arbeitsschutzes im Betrieb
- Arbeitssicherheitsgesetz (ASIG): Gesetz über Betriebsärzte, Sicherheitsingenieure und andere Fachkräfte für Arbeitssicherheit
- Das Gesetz zur Stärkung der Gesundheitsförderung und der Prävention (Präventionsgesetz – PrävG)[18]

### Schweiz
Die privatrechtliche Stiftung Gesundheitsförderung Schweiz, die von Kantonen und Versicherern getragen wird, initiiert, koordiniert und evaluiert mit gesetzlichem Auftrag Maßnahmen zur Förderung der Gesundheit und zur Verhütung von Krankheiten. Die Geschäftsstelle besteht aus Büros in Bern und Lausanne. Jede Person in der Schweiz leistet einen monatlichen Beitrag von 0,40 CHF an die Gesundheitsförderung Schweiz, der von den Krankenversicherern eingezogen wird.
Der Anteil für Prävention und Gesundheitsförderung an den Gesamtausgaben des Schweizer Gesundheitswesens liegt bei leicht mehr als 2 %. Im Jahr 1994 legte das Krankenversicherungsgesetz (KVG) in Artikeln 19 und 20 erstmals für die Schweiz eine rechtliche Grundlage für die Gesundheitsförderung.

## Digitale Gesundheitsförderung
Der Begriff Digitale Gesundheitsförderung (engl. Digital Health promotion) vereint alle Maßnahmen und Konzepte, welche durch die Unterstützung von digitalen Medien und Anwendungen, auf die Stärkung der Gesundheit nach dem Prinzip der Salutogenese abzielen. Dabei spielt auch der immer größer werdende Markt an E-Healthcare Produkten wie beispielsweise Wearables und Gesundheits-Apps eine zunehmend wichtigere Rolle. Diese unterstützen den Prozess der nachhaltigen Aufrechterhaltung der Gesundheit. Allerdings gehen mit den aufkommenden Produkten innerhalb der digitalen Gesundheitsförderung auch Risiken einher. Das Thema Datenschutz ist dabei stark diskutiert und erfordert eine einheitliche Gesetzgebung, damit Nutzerdaten, welche Aufschluss über den Gesundheitszustand eines Nutzers geben, nicht an Dritte gelangen können.

## Ausgaben für die Gesundheitsförderung
Laut der OECD stiegen die Ausgaben für Prävention und öffentliche Gesundheit von 2000 bis 2005 um 6 % und betrugen im Jahr 2005 im Durchschnitt der 20 erfassten Länder 2,5 % der nationalen Gesamtgesundheitsausgaben. Die Varianz reichte von 0,6 % (Island) bis 6,1 % (Kanada). Die Staaten Neuseeland (6,0 %), die USA (3,5 %) und Deutschland (3,3 %) lagen über dem Schnitt, Frankreich, Schweiz (jeweils 2,1 %), Österreich (2 %) und Italien (0,7 %) darunter.

## Ausbildung, Studium und Berufsfeld
Gesundheitsförderung kann als wissenschaftliche Ausbildung in Deutschland an mehreren Hochschulen auf Bachelor- und auf Masterniveau explizit und mit Schwerpunkten im Bereich Public Health oder Prävention studiert werden, findet sich aber auch implizit in unterschiedlichen Berufsausbildungen und Studiengängen wie z. B. Altenpflege oder Pflegewissenschaft. Mit dem Bachelorstudiengang „Gesundheitsförderung und Prävention“ an der Zürcher Hochschule für Angewandte Wissenschaften ZHAW besteht seit 2016 auch in der Schweiz die Möglichkeit, eine Ausbildung zur Gesundheitsförderin oder zum Gesundheitsförderer zu machen. Das Berufsfeld ist heterogen und reicht von Tätigkeiten in wissenschaftlichen Einrichtungen über betriebliches Gesundheitsmanagement bis hin zur Selbständigkeit, z. B. in der Beratung.
Für Berufsangehörige in der Gesundheitsförderung bestehen in Deutschland zwei Berufsverbände.
- Der Berufsverband Gesundheitsförderung e. V. ist eine berufspolitische Interessenvertretung von Gesundheitswirten. Er wurde am 15. Mai 2004 in Magdeburg gegründet. Das Hauptanliegen des Verbandes ist die Herstellung von Transparenz hinsichtlich der Qualifikationen von Akteuren im Berufsfeld Gesundheit und Prävention und die Etablierung eines einheitlichen Leitbildes für das Berufsfeld eines Gesundheitswirtes. Heute werden rund 380 Mitglieder in allen berufs- und bildungspolitischen Angelegenheiten vertreten. Der Berufsverband organisiert Weiterbildungen, Mitgliedertreffen und beteiligt sich an Kongressen und Fachtagungen.[30]
- Der Berufsverband Integrative Gesundheitsförderung e. V. wurde von Absolventen des gleichnamigen Studienganges an der Hochschule Coburg im Jahr 2007 gegründet. Der Verband vertritt seine Mitglieder in allen berufspolitischen Angelegenheiten und stellt eine Plattform für die kontinuierliche Weiterentwicklung des Berufsbildes dar. Neben der Förderung von Weiterbildung und Qualitätssicherung arbeitet er an dem stetigen Ausbau der Vernetzung mit relevanten Akteuren der Gesundheitsförderung. Darüber hinaus unterstützt der Berufsverband Studierenden in ihrem Studienalltag. Der Berufsverband ist in seiner Arbeit unabhängig und verfolgt keinerlei wirtschaftliche Interessen.[31]

## Netzwerke und Organisationen
Akteure in der Gesundheitsförderung sind national und international auf unterschiedlichen Ebenen vernetzt:
- Arbeitskreis Gesundheitsfördernde Hochschulen[32]
- Kooperationsverbund Hochschulen für Gesundheit[33]
- Gesunde-Städte-Netzwerk[34]
- Internationale Netzwerk Gesundheitsfördernder Krankenhäuser und Gesundheitseinrichtungen (HPH)[35]
- Deutsches Netz Gesundheitsfördernder Krankenhäuser und Gesundheitseinrichtungen
- Deutsches Netzwerk betriebliche Gesundheitsförderung[36]
- Schule & Gesundheit
- Europäische Netzwerk Gesundheitsfördernde Schulen
- Bundesvereinigung Prävention und Gesundheitsförderung
- Landesarbeitsgemeinschaften für Gesundheitsförderung
- Public Health Schweiz